# الصبر في الإسلام
الصبر هو أحد فَرعي الإيمان (الآخر هو الشكر) في الإسلام. فهو يعلمنا أن نبقى ثابتين روحيًّا وأن نستمر في القيام بالأعمال الصالحة في المجال الشخصي والجماعي، وخاصة عند مواجهة المعارضة أو مواجهة المشاكل أو النكسات أو النتائج غير المتوقعة وغير المرغوب فيها. إن الصبر يكون في مواجهة كل النتائج غير المتوقعة وغير المرغوب فيها.

## علم أصول الكلمات
يقترح علماء المعاجم العربية[بحاجة لمصدر] أن الجذر (ص-ب-ر)، واسميته الصبر، يعني الربط أو المنع. لكلمة الصبر استعمال فني خاص في عبارة يمين الصبر ، والتي تشير إلى شهادة الزور.

## في القرآن الكريم
وفي القرآن الكريم ترد كلمات مشتقة من الجذر ص-ب-ر بكثرة. بمعنى عام هو الاستمرار على الطريق الصحيح عند مواجهة الظروف الصعبة، سواء كانت داخلية أو خارجية، شخصية أو جماعية. على سبيل المثال، أُمر النبي محمد بالصبر مثل رسل الله من قبله ( 38:16 )؛ ( 46:34 ). ويعد القرآن الكريم من واجه الصعاب ثم استمر على الطريق الصحيح بأجر مضاعف ( 28:54 ). والمفهوم موجود أيضًا في الجهاد ( 3:140 ). ويُستخدم هذا التعبير أيضًا عندما يأمر الله المسلمين بعبادته( 19:65 ). ويرتبط الصبر أحيانًا بالصلاة ( 2:45 ، 2:153 ). وبحسب مفسرين القرآن الكريم فإن الصبر في هذه الآيات مرادف للصيام، كما أُطلق على شهر رمضان اسم شهر الصبر.
إن الكلمة قد ترد بمعنى الاستسلام (القبول)، على سبيل المثال في سورة يوسف حيث يقول النبي يعقوب أنه سيصبر. يرتبط هذا المفهوم بالشكر.
في القرآن الكريم عادة ما يكون هناك ارتباط وثيق بين الصبر والمثابرة على فعل الصواب وتوقع الإغاثة أو الخلاص من الله (التوكل). وهكذا قيل لمحمد: (وَاصْبِرْ لِحُكْمِ رَبِّكَ فَإِنَّكَ بِأَعْيُنِنَا).

## أحاديث في أهمية الصبر
عن أبي يحيى صهيب بن سنان قال: قال النبي محمد: «عَجَبًا لأمْرِ الْمُؤْمِنِ إِنَّ أَمْرَهُ كُلَّهُ لَهُ خَيْرٌ، وَلَيْسَ ذَلِكَ لأِحَدٍ إِلاَّ للْمُؤْمِن: إِنْ أَصَابَتْهُ سَرَّاءُ شَكَرَ فَكَانَ خَيْراً لَهُ، وَإِنْ أَصَابَتْهُ ضَرَّاءُ صَبَرَ فَكَانَ خيْراً لَهُ».(مسلم)[بحاجة لمصدر]
رُوي عن النبي محمد أنه قال: «وَمَا أُعْطِيَ أَحَدٌ عَطَاءً خَيْرًا وَأَوْسَعَ مِنَ الصَّبْرِ». أخرجه البخاري ومسلم.
عن أبي موسى الأشعري أن النبي محمد قال: «إذا مات ولد العبد قال الله لملائكته قبضتم ولد عبدي؟ فيقولون نعم، فيقول قبضتم ثمرة فؤاده؟ فيقولون نعم، فيقول: ماذا قال عبدي؟ فيقولون: حمدك واسترجع، فيقول الله: ابنوا لعبدي بيتا في الجنة وسموه بيت الحمد». أخرجه الترمذي ومسند أحمد وابن حبان.[بحاجة لمصدر]
قال عمر بن الخطاب: «إن أفضل عيش أدركناه بالصبر». أخرجه البخاري (11/303) تعليقًا، وأخرجه الإمام أحمد في الزهد بإسناد صحيح، كما ذكره الحافظ ابن حجر في فتح الباري (11/303).[بحاجة لمصدر]
قال علي بن أبي طالب : «الصبر من الإيمان بمنزلة الرأس من الجسد». ثم رفع صوته فقال: «من لا صبر له لا إيمان له». رواه هبة الله بن الحسن اللالكائي في "شرح أصول اعتقاد أهل السنة والجماعة" (رقم 1659)، والبيهقي في "شعب الإيمان"، وأبي شيبان في "كتاب الإيمان" (رقم 130)، بلفظ آخر.[بحاجة لمصدر]
"قال أحمد : «ذكر الله تعالى الصبر في القرآن في نحو من تسعين موضعًا» أخرجه ابن القيم في مدارج السالكين (2/152).[بحاجة لمصدر]

## التصنيف
وقد حاول كثير من علماء المسلمين تصنيف الصبر وإعطاء أمثلة عليه. وبحسب موسوعة الإسلام فإن الصبر نوعان:
1. جسدية، مثل القدرة على تحمل المشاكل الجسدية، سواء كانت نشطة (مثل أداء المهام الصعبة) أو سلبية (مثل المعاناة من الأمراض)
2. الروحية، مثل التخلي في مواجهة الدوافع الطبيعية

ويميز فخر الدين الرازي أربعة أنواع:
1. القدرة على التحمل الفكري (على سبيل المثال في النقاط المتنازع عليها في العقيدة الدينية)
2. القدرة على التحمل في إنجاز المهام التي يلتزم بها الإنسان أو يوصى بها بموجب الشريعة الإسلامية (مثل الصيام)
3. الثبات على الامتناع عن المحرمات
4. الإستقالة في أوقات الكوارث

كما أنه يقدم تطبيقًا لمفهوم المصبرة، حيث يمتنع الشخص عن الانتقام عن صاحبه وعدوه.
قال الغزالي أن الصبر يتكون من ثلاثة أجزاء: المعرفة ، والحال ، والثمر.
بالإضافة إلى ما سبق، صُنف الصبر أيضًا على النحو التالي:
1. "الصبر في وقت الشدائد، أي تحمل مرارة المتاعب والمصائب.

1. الصبر على طاعة الله، أي: تحمل المشقة في أداء ما أُمرنا به.

1. "الصبر على الذنوب، أي: التوقف عن فعلها مع جاذبيتها".[9]

## الصبر في الممارسة
وقد جاء في القرآن الكريم مثال عملي للصبر، وهو:
﴿ ۞ لَّيْسَ الْبِرَّ أَن تُوَلُّوا وُجُوهَكُمْ قِبَلَ الْمَشْرِقِ وَالْمَغْرِبِ وَلَٰكِنَّ الْبِرَّ مَنْ آمَنَ بِاللَّهِ وَالْيَوْمِ الْآخِرِ وَالْمَلَائِكَةِ وَالْكِتَابِ وَالنَّبِيِّينَ وَآتَى الْمَالَ عَلَىٰ حُبِّهِ ذَوِي الْقُرْبَىٰ وَالْيَتَامَىٰ وَالْمَسَاكِينَ وَابْنَ السَّبِيلِ وَالسَّائِلِينَ وَفِي الرِّقَابِ وَأَقَامَ الصَّلَاةَ وَآتَى الزَّكَاةَ وَالْمُوفُونَ بِعَهْدِهِمْ إِذَا عَاهَدُوا ۖ وَالصَّابِرِينَ فِي الْبَأْسَاءِ وَالضَّرَّاءِ وَحِينَ الْبَأْسِ ۗ أُولَٰئِكَ الَّذِينَ صَدَقُوا ۖ وَأُولَٰئِكَ هُمُ الْمُتَّقُونَ﴾ (2:177).

### الصابر
من يملك الصبر يسمى صابر. من بين الكائنات، فإن الإنسان وحده هو الذي قد يمتلك الصبر. وذلك لأن الحيوانات محكومة بشهواتها وغرائزها، والملائكة لا شهوات لها، فلا تحتاج إلى الصبر للتغلب عليها.
ومن بين البشر من بلغ الصبر بالتغلب على غرائزه الحيوانية، ويُسمون بالصديقين، في حين أن البعض لا يزال يكافح في هذه المهمة. يجب على الصابرين أن يظلوا ثابتين ليس فقط في الصحة والرخاء (حيث يُستخدم صبرهم كشكر لله) ولكن أيضًا في أداء الواجبات الدينية، والامتناع عن الأشياء المحرمة وفي حالة الكوارث التي لا يمكن السيطرة عليها. 

## تحقيق الصبر
1. "إن الإدراك الحقيقي لأي فضيلة أخلاقية يحدث عندما تصبح طبيعة ثانية للإنسان، بحيث يتصرف الشخص وفقًا لها دون صعوبة كبيرة أو ادعاء".[10]
2. وهناك طريقة أخرى لتحقيق ذلك، وهي التصرف "كما لو" كنت تمتلك الفضيلة، كما نقل الإمام علي؛ "إذا لم تكن متسامحًا فلبس ثوب التسامح، فإنه نادرًا ما يحدث أن يقلد أحد قومًا ثم يصبح واحدًا منهم بسرعة".[11]
3. وهكذا فإن الممارسة والمداومة تساعدان على تنمية هذه الفضيلة مع مرور الوقت.[بحاجة لمصدر]

## طالع أيضًا
- السكون السياسي في الإسلام

## ملحوظات
1. 1 2 3 4 5 6  "Ṣabr", Encyclopaedia of Islam
2. ↑  "Shukr", Encyclopaedia of Islam.
3. ↑  Hans Wehr, p. 1299 see also باب كفارة الايمان al-shia.org نسخة محفوظة 2025-04-24 على موقع واي باك مشين.
4. ↑  قالب:Qref
5. ↑  قالب:Qref
6. ↑  قالب:Qref. Quoted by Watt, p. 12
7. ↑  Watt, p. 5–19
8. 1 2  Fak̲h̲r al-Dīn al-Rāzī. Mafātīḥ al-g̲h̲ayb, Cairo 1278, on III, 200. Quoted in "Sabr", Encyclopaedia of Islam
9. ↑  Sheikh Kulayni (2014). Usul Kofi. Amazon.com. ISBN:9786005605051.
10. ↑  Muhammad Mahdi Abi Dharr Al Naraqi (2015). Jami'AlSa'dat. Create space Independent Publishing Platform. ISBN:9781519184672.
11. ↑  Imam Ali Ibn Abu Talib (2013). Nahjul Balagha. Amazon.com.

## روابط خارجية
- [1] دعاء الصبر
- اقتباسات سابار - ReadBeach.com

1. ↑  "Sabar ki Dua Prayer for Patient according to Quran". 15 مارس 2023.